# David Brabham
Pour les articles homonymes, voir Brabham.
David Brabham est un pilote automobile australien né le 5 septembre 1965 à Wimbledon (Angleterre). Il est l'un des trois fils du triple champion du monde de Formule 1, Jack Brabham.

## Biographie

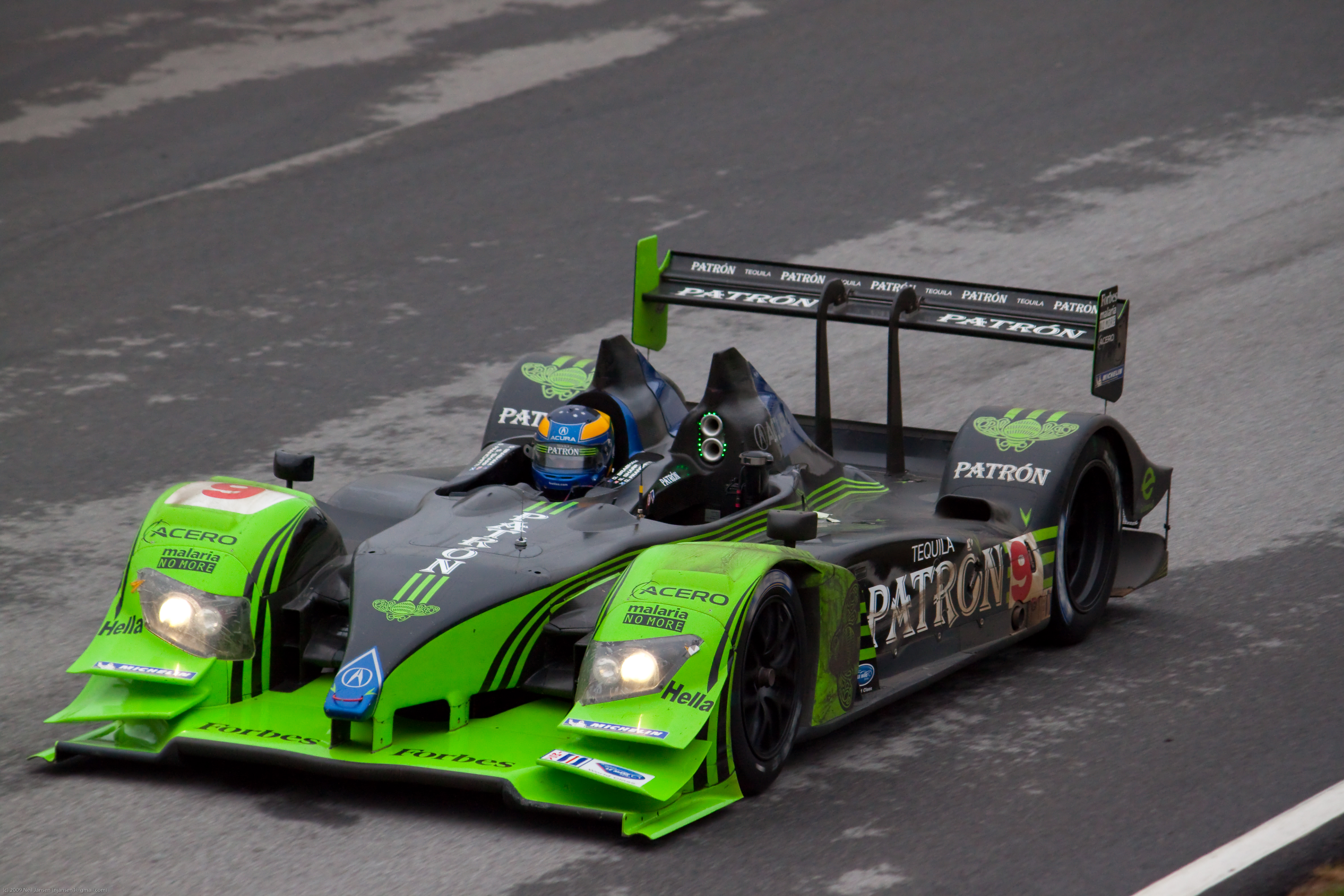
David Brabham sur Acura ARX-02a à Road Atlanta en 2009

Fils du triple champion du monde de Formule 1 Jack Brabham, David est paradoxalement venu relativement tard aux sports mécaniques. Ce n'est qu'à l'âge de 17 ans qu'il découvre le karting en Australie. En 1985, il passe au sport automobile et dispute des épreuves de Tourisme, avant d'accéder en 1986 à la monoplace, tout d'abord en Formule Ford, puis en Formule Atlantique. Il quitte l'Australie pour rejoindre l'Angleterre, où il remporte en 1989 le prestigieux championnat de Grande-Bretagne de Formule 3.
En 1990, David Brabham accède à la Formule 1, au sein de l'écurie Brabham dans laquelle son père n'exerce plus aucune responsabilité depuis près de 20 ans. Les débuts sont difficiles et David ne se qualifie qu'à huit reprises. Sans volant en Formule 1 en 1991, il se reconvertit dans les épreuves de Sport-prototypes et devient pilote Jaguar à l'été 1991 en remplacement de Martin Brundle. Il remporte sa première course aux côtés de Derek Warwick sur le Nürburgring au volant de la Jaguar XJR-14 et s'impose également en fin de saison avec Teo Fabi lors de la dernière manche du JSPC à Sugo.
Ce n'est qu'en 1994 qu'une nouvelle ouverture se présente en Formule 1, cette fois dans l'écurie Simtek. À nouveau, faute d'un matériel compétitif, il ne parvient pas à se mettre en évidence. Sa saison est également assombrie par la mort de son coéquipier Roland Ratzenberger à Imola.
À l'issue de cette nouvelle tentative infructueuse, Brabham retourne dans les épreuves de Tourisme et d'Endurance. Il participe notamment au championnat ALMS (victoire à Portland en 1999 notamment) où il devient le premier pilote à décrocher la pole position et la victoire dans chacune des catégories (P1, P2, GT1, GT2). En 2010, il fête son 100e départ en ALMS, devenant ainsi le pilote le plus assidu de ce championnat.
En 2009, il remporte les 24 Heures du Mans avec Alexander Wurz et Marc Gené sur une Peugeot 908.
En 2018, David Brabham crée Brabham Automotive, sa société de construction automobile, pour produire la Brabham BT62R, présentée le 2 mai 2018 à Londres.

## Palmarès
- Vainqueur du Championnat d'Australie des pilotes en 1987
- Champion de Grande-Bretagne de Formule 3 en 1989
- Vainqueur du Grand Prix de Macao de Formule 3 en 1989
- Champion de Super GT en 1996
- Vainqueur des 24 Heures du Mans en 2009
- Champion des American Le Mans Series en 2009 et 2010

## Résultats en championnat du monde de Formule 1
| Saison | Écurie                    | Châssis | Moteur  | Pneus    | GP disputés | Points inscrits | Classement |
| ------ | ------------------------- | ------- | ------- | -------- | ----------- | --------------- | ---------- |
| 1990   | Motor Racing Developments | BT59    | Judd V8 | Pirelli  | 8           | 0               | Nc.        |
| 1994   | MTV Simtek Ford           | S941    | Ford V8 | Goodyear | 16          | 0               | Nc.        |

## Résultats aux 24 Heures du Mans

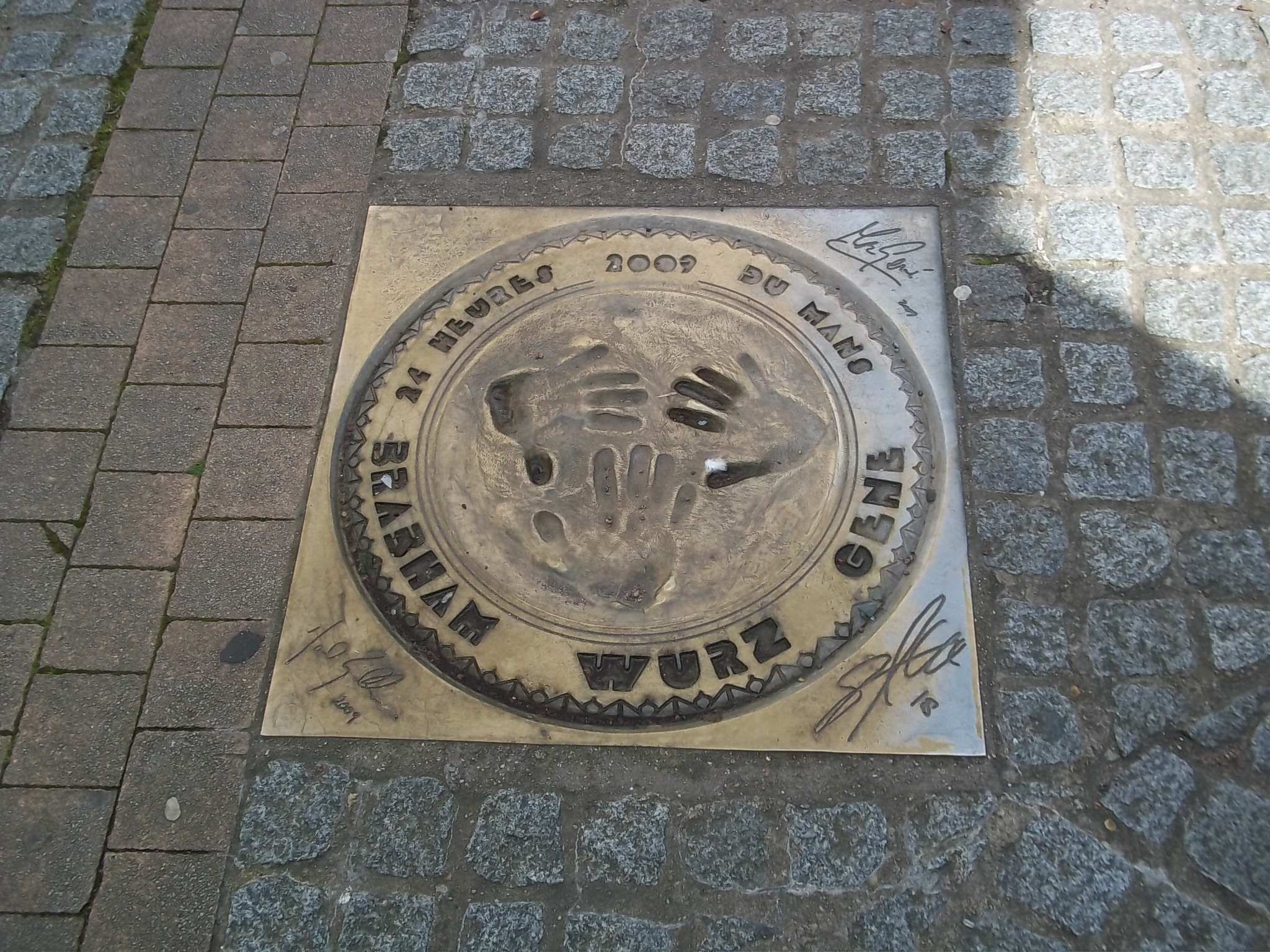
Empreintes des vainqueurs des 24 heures 2009 - Walk of fame - Le Mans

| Année | Voiture                | Équipe              | Équipiers                                  | Résultat    |
| ----- | ---------------------- | ------------------- | ------------------------------------------ | ----------- |
| 1992  | Toyota TS010           | Toyota Team Tom's   | Ukyo Katayama / Geoff Lees                 | Abandon     |
| 1993  | Jaguar XJ220           | TWR Jaguar Racing   | David Coulthard / John Nielsen             | Disqualifié |
| 1996  | McLaren F1 GTR         | Gulf Racing         | Lindsay Owen-Jones / Pierre-Henri Raphanel | 5e          |
| 1997  | Panoz Esperante GTR-1  | David Price Racing  | Doc Bundy (en) / Perry McCarthy            | Abandon     |
| 1998  | Panoz Esperante GTR-1  | Panoz Motorsport    | Jamie Davies / Andy Wallace                | 7e          |
| 1999  | Panoz LMP-1 Roadster-S | Panoz Motorsport    | Éric Bernard / Butch Leitzinger            | 7e          |
| 2000  | Panoz LMP-1 Roadster-S | Panoz Motorsport    | Mario Andretti / Jan Magnussen             | 15e         |
| 2001  | Panoz LMP07            | Panoz Motorsport    | Franck Lagorce / Jan Magnussen             | Abandon     |
| 2002  | Panoz LMP01 Evo        | Panoz Motorsport    | Bryan Herta / Jan Magnussen                | Abandon     |
| 2003  | Bentley Speed 8        | Team Bentley        | Mark Blundell / Johnny Herbert             | 2e          |
| 2004  | Zytek 04S              | Zytek Engineering   | Hayanara Shimoda / Andy Wallace            | Abandon     |
| 2005  | Aston Martin DBR9      | Aston Martin Racing | Stéphane Sarrazin / Darren Turner          | 9e          |
| 2006  | Aston Martin DBR9      | Team Modena         | Antonio García / Nelsinho Piquet           | 9e          |
| 2007  | Aston Martin DBR9      | Aston Martin Racing | Rickard Rydell / Darren Turner             | 5e          |
| 2008  | Aston Martin DBR9      | Aston Martin Racing | Antonio García / Darren Turner             | 13e         |
| 2009  | Peugeot 908 HDi FAP    | Team Peugeot Total  | Marc Gené / Alexander Wurz                 | Vainqueur   |
| 2010  | HPD ARX-01c            | Highcroft Racing    | Marino Franchitti / Marco Werner           | 25e         |
| 2012  | HPD ARX-03a            | JRM Racing          | Peter Dumbreck / Karun Chandhok            | 6e          |

## Sources
- (en) Biographie sur grandprix.com
- (fr) David Brabham : 10 moments clés en ALMS